# トーマス・ヒル
トーマス・ヒル（Thomas Hill, 1927年6月2日 - 2009年4月20日）は、アメリカ合衆国生まれの俳優。

## 出演作品

### 映画
- いのちの紐 The Slender Thread (1965)
- ギャンブラー McCabe & Mrs. Miller (1971)
- Quintet (1979)
- Hide in Plain Sight (1980)
- 0086笑いの番号 The Nude Bomb (1980)
- 郵便配達は二度ベルを鳴らす The Postman Always Rings Twice (1981)
- 告白 True Confessions (1981)
- ファイヤーフォックス Firefox (1982)
- ネバーエンディング・ストーリー The NeverEnding Story (1984)
- Cat on a Hot Tin Roof (1984) ※テレビ映画
- ブラック・ウィドー Black Widow (1987)
- ネバーエンディング・ストーリー 第2章 The NeverEnding Story II: The Next Chapter (1990)
- An Empty Bed (1990)

### テレビドラマ
- Newhart (1982 - 1990)
- V The Final Battle (1984)